# B/ busz (Velence)
A velencei B/ jelzésű autóbusz a Lidón Malamocco és a Bagni Comunali között közlekedett. A viszonylatot az ACTV üzemeltette.

## Története
A B/ jelzésű autóbusz indulásától ugyanazon az útvonalon közlekedett.
A B/ járat története:
| Időszak     | Járat- szám | Megállók |
| ----------- | ----------- | --- |
| 1980 – 1997 | B           | Malamocco – Ca’ Bianca – INCIS – Piazza San Antonio – Piazza Santa Maria Elisabetta – Ospedale al Mare (télen) – Piazzale Ravà (csak nyáron) – Bagni Comunali (San Nicolò Spiagge) (csak nyáron) |
| 1997 – 2002 | B           | Piazza Santa Maria Elisabetta – Piazza San Antonio – INCIS – Ca’ Bianca – Malamocco – Istituto San Camillo – Alberoni                                                                            |
| 1997 – 2002 | B/          | Malamocco – Ca’ Bianca – INCIS – Piazza San Antonio – Piazza Santa Maria Elisabetta – Ospedale al Mare – Piazzale Ravà – Bagni Comunali (San Nicolò Spiagge)                                     |

## Megállóhelyei
| sz. | idő (perc) | megállóhely neve              | sz. | idő (perc) |
| --- | ---------- | ----------------------------- | --- | ---------- |
| 0   | 0          | Malamocco                     | 7   | 24         |
| 1   | 5          | Ca’ Bianca                    | 6   | 19         |
| 2   | 8          | INCIS                         | 5   | 16         |
| 3   | 9          | Piazza San Antonio            | 4   | 15         |
| 4   | 14         | Piazza Santa Maria Elisabetta | 3   | 10         |
| 5   | 18         | Ospedale al Mare              | 2   | 6          |
| 6   | 22         | Piazzale Ravà                 | 1   | 2          |
| 7   | 24         | Bagni Comunali                | 0   | 0          |